# Mona Smedman
Gun Mona Maria Smedman, född Jonasson 7 juli 1975 i Säffle, är en svensk politiker (centerpartist). Hon är riksdagsledamot (tjänstgörande ersättare) sedan 1 januari 2024 för Värmlands läns valkrets.
Smedman kandiderade i riksdagsvalet 2022 och blev ersättare. Hon är tjänstgjorde ersättare för Daniel Bäckström 1 januari–31 maj 2024.
I riksdagen är Smedman suppleant i socialutskottet och utbildningsutskottet.